# 河内洋
 河内 洋（かわち ひろし、1955年2月22日 - ）は、日本中央競馬会（JRA）に所属した元調教師、元騎手。

## 概要
1974年に中央競馬でデビュー。関西新人賞を受賞するなど早くから頭角を現し、1980年には全国リーディングジョッキー（年間最多勝利騎手）となる。以後1985年、1986年と三度その座に就いた。短距離路線整備の黎明期にマイルGI競走で3勝を挙げたニホンピロウイナー、中央競馬史上初の牝馬三冠馬メジロラモーヌ、「アグネス一族」と称された母仔三代にわたる4頭のクラシック優勝馬など数々の活躍馬の手綱をとり、2000年には史上5人目の五大クラシック完全制覇を達成。2001年には史上3人目、関西所属騎手としては史上初の通算2000勝を達成した。2003年に騎手引退。JRA通算成績は14940戦2111勝、うちGI競走22勝を含む重賞134勝。通算勝利数は引退時点でJRA史上第2位の記録であった。2014年、JRA騎手顕彰者に選出。
2005年より栗東トレーニングセンターで調教師として開業。

## 来歴

### 生い立ち
1955年、公営・長居競馬場（大阪府大阪市）所属の調教師・河内信治の次男として生まれる。幼少のころ長居が閉鎖されて信治は活動の場を春木競馬場に移し、以後洋も同場で厩舎作業の手伝いをしながら育つ。中学2年生の頃からは調教騎乗も担当し、馬の調教を終えてから学校へ行くことが日課となった。河内の親類は全国各地で競馬に携わっており、夏休みに浦和競馬場を訪れた際には南関東競馬で騎手になることも勧められたという。
河内の祖父・幸四郎はかつて調教師として京都競馬場に厩舎を構え、後に河内の師となる武田作十郎と親交があった。そうした縁から信治も武田の厩舎に入りきらない馬を預かっており、武田が馬の様子を見に厩舎を訪れた際に河内と兄・幸治の姿に目をとめ、ひとりを自身のもとに引き受けることを提案。幸治は地方競馬の騎手免許試験を受けていたことから河内が行くことになり、中学卒業後、騎手候補生として武田作十郎厩舎に入門し、年3回の講義を受ける短期講習生として騎手免許取得を目指した。その後、当時関西の有力騎手のひとりであった武邦彦が武田厩舎へ移籍し、河内の兄弟子格となる。後に河内は「すぐそばで付きっきりで武さんを見ていられたから、色んな面で勉強になった。他の人からは羨ましがられたね」と語っている。

### 騎手時代

#### 1970-1980年代
体重が重かったこともあり、騎手免許試験には2年連続で落第し、免許取得は19歳となった1974年のことであった。同年3日、中京競馬第2競走でデビューを迎えると、ホースメンレディで初騎乗・初勝利を挙げる。当年新人ながら関西7位（全国18位）の26勝を挙げ、関西放送記者クラブ賞（関西新人賞）および優秀騎手賞を受賞。翌年4月にはロッコーイチで小倉大賞典を制し、重賞初勝利を挙げた。
以後順調に成績を上げていき、6年目の1979年にはアグネスレディーで優駿牝馬（オークス）を制し、八大競走初制覇を果たす。同馬は新馬戦時点ではベテランの久保敏文が騎乗していたが、新馬戦2着を経て河内に手綱が回ってきた馬であった。当時珍しいベテランから若手への乗り替わりは、新馬戦での敗戦に馬主の渡辺孝男が久保の騎乗に対して不満を抱いたためともされる。後にアグネスレディーの子孫は河内に数々のタイトルをもたらすこともあり、河内は「久保さんが失敗しなければ、今の僕はなかったかも」と述べている。さらにこの年11月にはハシハーミットで菊花賞も制した。翌1980年には年間72勝を挙げ、25歳にして全国リーディングジョッキーとなる。
1980年代に入ってからは、河内と4歳下の田原成貴が関西騎手界を牽引した。性格、騎乗ともに冷静かつ堅実であった河内に対し、田原は破天荒、派手さを売りとしており、対照的な両者は巷間にライバルとして捉えられた。1983、1984年には田原が全国リーディングの座に就き、1985、1986年にはそれぞれ118勝、117勝を挙げた河内がこれを奪還している。後年河内は作家・藤本義一との対談において「ライバルとかは考えないですか」と問われ、「ライバルというのとは違うかもしれませんが、刺激を受けるのは田原（成貴）ですね。年齢は彼の方がしたですけど、ある時代同じように生きてきた時代がありましたからね」と答え、また田原は著書の中で「騎手として伸び盛りの時期に仮想敵に据えたのが河内さんで良かったと思う。あの人がいなければ、今の田原成貴はなかっただろう」と述べている。
この間にもカツラノハイセイコによる天皇賞・春（1981年）、ヒカリデュールによる有馬記念（1982年）、ロンググレイスによるエリザベス女王杯（1983年）と、毎年のように大競走を制した。なかでも気分屋で乗り難しかったカツラノハイセイコでは多くを学んだといい、自身の「師匠みたいな馬」だとしている。

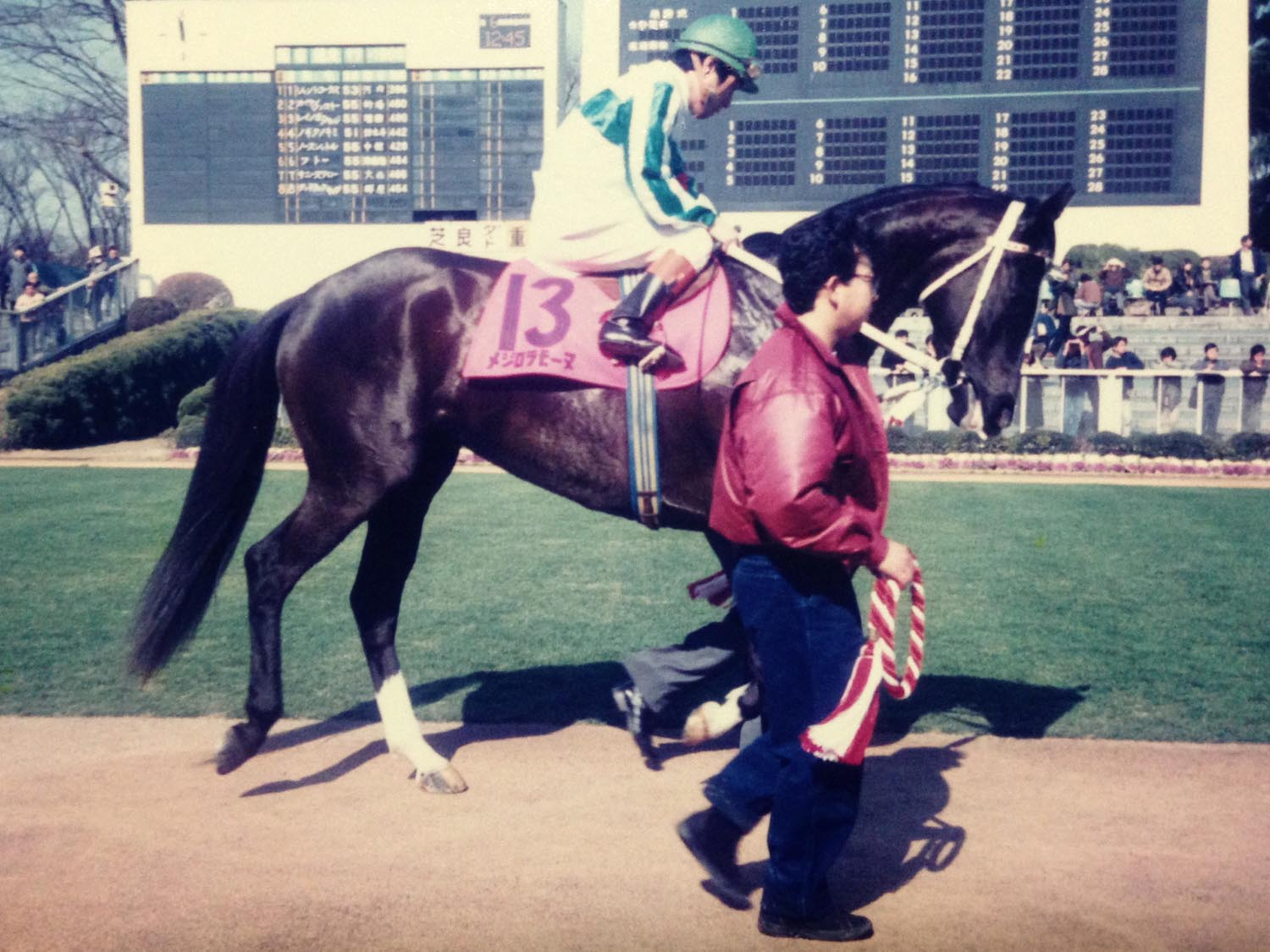
メジロラモーヌ

1984年、日本中央競馬会は競走格付けのためグレード制を導入、さらに距離別体系の明確化を図り路線整備を行う。そうして新たに敷かれた「短距離路線」において、最初のスターホースとして現れたのが、河内が手綱をとったニホンピロウイナーであった。通算26戦16勝、うち河内とのコンビでは15戦11勝、GI競走3勝を含む重賞7勝という抜群の成績を挙げた同馬について、河内は「マイル戦に強い僕をアピールするには、うってつけの馬だった」と評している。また、1986年から手綱をとったメジロラモーヌでは、桜花賞、オークス、エリザベス女王杯を全勝し、史上初の「牝馬三冠」を達成。この頃河内には「牝馬の河内」という異名が付されるようになった。ニホンピロウイナーとメジロラモーヌの2頭は、この時期の河内の名を特に上げた存在であった。
1988年にはアラホウトクで桜花賞を、サッカーボーイでマイルチャンピオンシップを制する。また、公営・笠松競馬から中央入りし、当時勃興しつつあった競馬ブームの中核となったオグリキャップでも重賞6勝を挙げた。同馬とのコンビは同年のジャパンカップ（3着）が最後となりGI優勝はなかったが、笠松時代に主戦騎手を務めていた安藤勝己は、『優駿』1990年6月号に掲載されたインタビューの中で「河内さんが乗っていた頃が、オグリキャップのいい面が出ていたと思う」と評している。当年6月4日には、33歳3カ月という史上最年少記録（当時）での通算1000勝を達成。また、自身が1986年に記録した年間重賞勝利記録を12から13へ更新した。

#### 1990 - 2000年代

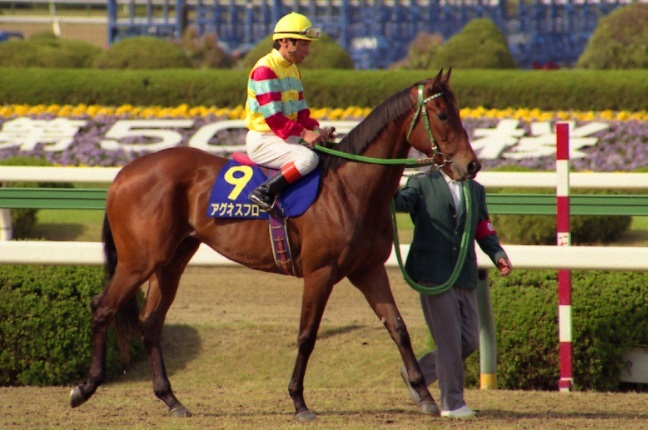
アグネスフローラ

1990年にはアグネスレディーの娘・アグネスフローラで桜花賞に優勝。また同年、自身初めての国外騎乗（マレーシア）を経験し、翌1991年には日本人として初めてアメリカ競馬の祭典・ブリーダーズカップに騎乗、後に日本で種牡馬となるアジュディケーティングでスプリントに臨み、 4着という成績を残した。国内においては1991年から1992年にかけて、それぞれ牝馬のダイイチルビーとニシノフラワーで4つのGI競走を制覇。1993年にはレガシーワールドでジャパンカップを制した。1997年には、1993年の柴田政人以来2人目の年間制裁点なしという成績を残し、特別模範騎手賞と騎手として3人目となるJRA賞特別賞を授与される。翌1998年にはメジロブライトで天皇賞（春）を制したのち、12月にはミッドナイトベットで香港G1（国際G2）の香港国際カップに優勝、日本国外での重賞勝利も挙げた。
こうした活躍の一方で、1990年代以降は弟弟子の武豊がトップジョッキーの地位を占め、河内は関西の2、3番手（河内が3番手の場合は2番目には田原が入る）が定位置となっていく。武は河内以上の勢いで勝ち星を量産し、1994年には河内の史上最年少記録を大幅に更新する26歳4カ月で通算1000勝を達成。1996年には河内が保持した年間最多重賞勝利記録も16まで更新した。

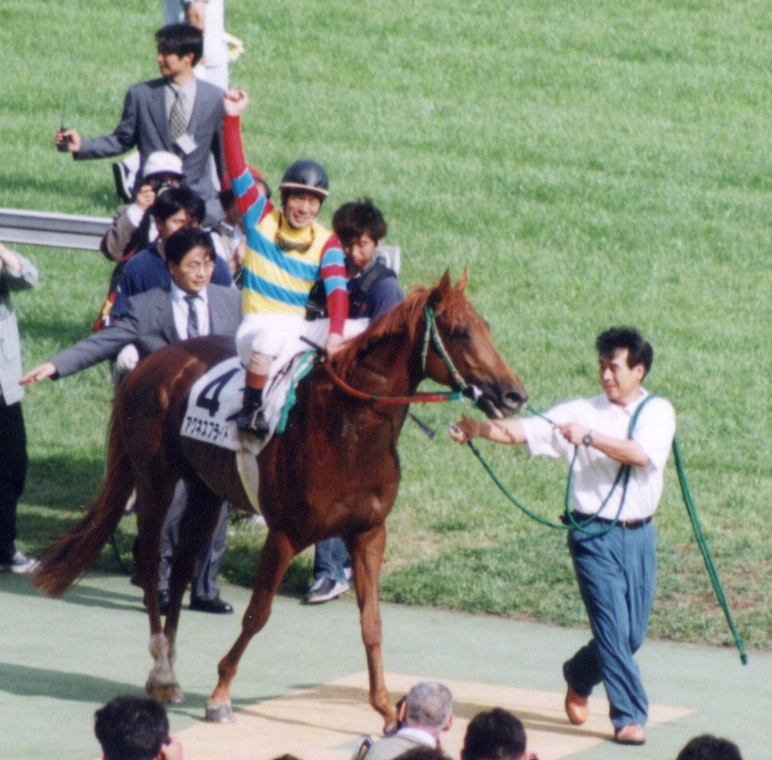
2000年東京優駿優勝時（アグネスフライト）

2000年、アグネスフローラの仔・アグネスフライトと共に東京優駿（日本ダービー）に臨んだ河内は、前人未到の3連覇がかかる豊が騎乗する皐月賞優勝馬・エアシャカールとの競り合いをハナ差制し、デビュー27年目にしてダービージョッキーの称号を得た。入線後、河内としては珍しくガッツポーズをみせ、ウイニングランの最中にはスタンドの観衆から「河内」コールが送られた。ダービー初騎乗から17戦目でのダービー優勝は柴田政人（19戦）に次ぐ史上2位の騎乗回数、45歳3カ月7日での優勝は史上4位の年長記録であった。河内はインタビューにおいて「勝ったと分かった瞬間は全身の力が抜けました。ダービーはデビューしたときからずっと憧れてきたレース。本当に嬉しい。幸せです」と語った。また、アグネスレディーからフローラ、フライトへと続いた母仔三代によるクラシック制覇は、中央競馬史上初の記録であった。

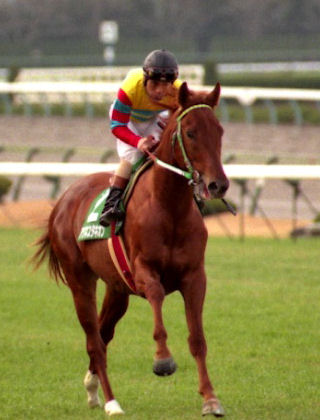
アグネスタキオン

さらに2001年、河内はアグネスフライトの弟・アグネスタキオンで皐月賞を制し、史上5人目のクラシック完全制覇を果たした。同馬は河内が自身の騎手人生において最も強烈な印象を感じたという馬であったが、故障により同競走を最後に引退。同馬とのコンビが「アグネス一族」による最後のGI制覇となった。後に河内は騎手引退に際し「三代にわたって僕を支えてくれた一族には感謝のしようもない」と語った。また、同年7月29日には、増沢末夫、岡部幸雄に次ぐ史上3人目、関西所属騎手として初のJRA通算2000勝を達成した。
2002年末にはユートピアで全日本2歳優駿に優勝。またラジオNIKKEI杯2歳ステークスに勝ったザッツザプレンティといった騎乗馬もあったが、翌2003年2月13日に河内の調教師免許試験合格が発表され、騎手を引退することになる。22日には京都記念でアグネスフライトと最後の重賞競走に臨み、6着。翌23日が最終騎乗日となり、第3、4、6、10競走を制し通算勝利数を2111まで伸ばす。この間、ファンからは「調教師になっても乗ってくれ」、「どこも悪くないのにやめるな」といった声援も飛んだ。続く第11競走、最終競走をそれぞれ2着として、全騎乗を終了。競走後に行われた引退式では馬車に乗って観客の前をパレードし、他場で騎乗していた武からのビデオメッセージや、同僚騎手たちからの胴上げで送られた。JRAにおける通算成績は14940戦2111勝。勝利数はこの時点で史上2位の記録であった。

### 調教師時代
アグネスフローラ、フライト、タキオンを管理した長浜博之のもとで調教師としての研修を行い、2005年に栗東トレーニングセンターで厩舎を開業。
2007年4月、往年の名騎手を集め行われた第1回ジョッキーマスターズに出場し、優勝を果たす。翌2008年に管理馬マルカシェンクが関屋記念を制し、調教師としての重賞初勝利を挙げた。
2023年、JBCレディスクラシックをアイコンテーラーが制し、G1級競走（JpnI）を初勝利。
2025年3月2日、調教師として管理馬の出走が最終日となり、小倉11R関門橋ステークスをアスクドゥポルテで勝ち、JRA通算は385勝とした。最終出走となった阪神11Rチューリップ賞はウォーターガーベラに弟弟子の武豊が騎乗するも首差2着であった。
2025年3月4日付けで70歳定年に伴い、調教師を引退した。引退後は東京スポーツの専属評論家として活動し、同社の中でも、競馬評論家かつ同社社員の立場でもある田原のライバルとなっている。

## 騎手としての評価・特徴
職人的、玄人受けした騎手とされ、その騎乗技術は騎手仲間からも高く評価された。若手騎手に「うまい騎手は誰か」を尋ねると必ず河内の名が挙がったとされ、弟弟子の武豊も若手のころ、自身が抑えきれなかった馬をいとも簡単に乗りこなす河内の姿を見て考えるところが多かったといい、後年トップジョッキーとなってから「兄弟子に河内さんがいたことが大きかった。あの人がいなかったら天狗になっていたと思う」と述べている。
アナウンサーの杉本清によれば、武邦彦は「とにかく俺がとりたいポジションに必ず河内がいる」と話していたといい、杉本は「このひと言がすべてを表している」と述べている。また、地方から中央へ移籍した安藤勝己は、中央で騎乗する際に河内がどういったコースを取るかを参考にしながら騎乗していたという。
ダイイチルビーの調教師・伊藤雄二は「変な、無駄な動きを、彼は一切しない。だからこそ最後に馬も伸びてくる」と論じている。また田原成貴は、その騎乗フォームを評して「日本一の美しさ」とし、「彼のモンキー姿勢、肩、臀部、膝で出来る逆三角形の形、角度は芸術品です。その形は折り合いの難しい馬に騎乗した時でも崩れが非常に少ないです。それに腰から膝にかけての角度、膝から足にかけての角度、どれをとっても素晴らしいの一言です」と賞賛している。
比較的差し・追い込みを得意とする騎手ともみられていた。河内自身の言によれば、先輩の邦彦が先行型の競馬を得意としていたことから、「同じことをしていても超えられるはずはないと」後方からの競馬に活路を求めたのだという。また河内はメジロラモーヌ、ダイイチルビー、ニシノフラワーといった「切れ」の鋭いタイプの牝馬を好んでおり、「切れる脚を存分に活かすには、最後までためないと、その切れが生きない。それに牝馬というのは繊細なところがあるし、一線級の牝馬になればなおさらそうした傾向があって、その繊細な気性を逆なでしたら手が付けられなくなる。そうした難しさのある牝馬の良さを生かせたからこそ『牝馬の河内』のニックネームをもらったわけで、『牝馬の河内』と呼ばれたことに、それなりの自負はある」と述べている。
また、特別模範騎手賞を受賞しているように、フェアプレーに努めた騎手であった。河内は引退に際し自身の騎手生活を総評し、「最後まで、人に納得してもらえる騎乗を心掛けたつもり。この人が乗って負けたらしょうがない、という単純なものでなく、こういう競馬をしてくれても負けたんだから、しょうがないか、と納得してもらえる騎乗。それに近いものはできたように思う」と語っている。

## 引退後
引退後は東京スポーツの専属評論家として活動し、同社の中でも、競馬評論家かつ同社社員の立場でもある田原のライバルとなっている。

## 騎手成績
- 出典は『一生競馬』収録のデータ集および日本中央競馬会公式サイト・引退騎手一覧「河内洋」各ページ。両方に記載のない国外、地方重賞の情報については個別に出典を付与。
- 数字太字は年度の1位記録で所属先の表彰対象となった成績。

| 年     | 開催 | 勝利数 | 騎乗数 | 勝率  | 表彰など                                                             |
| ------ | ---- | ------ | ------ | ----- | -------------------------------------------------------------------- |
| 1974年 | 中央 | 26勝   | 252回  | .103  | 優秀騎手賞 関西放送記者クラブ賞                                      |
| 1974年 | 地方 | －     | －     | －    | 優秀騎手賞 関西放送記者クラブ賞                                      |
| 1974年 | 計   | 25勝   | 252回  | .103  | 優秀騎手賞 関西放送記者クラブ賞                                      |
| 1975年 | 中央 | 25勝   | 293回  | .085  |                                                                      |
| 1975年 | 地方 | －     | －     | －    |                                                                      |
| 1975年 | 計   | 25勝   | 293回  | .085  |                                                                      |
| 1976年 | 中央 | 33勝   | 396回  | .083  | 優秀騎手賞                                                           |
| 1976年 | 地方 | －     | －     | －    | 優秀騎手賞                                                           |
| 1976年 | 計   | 33勝   | 396回  | .083  | 優秀騎手賞                                                           |
| 1977年 | 中央 | 43勝   | 420回  | .102  | 優秀騎手賞                                                           |
| 1977年 | 地方 | －     | －     | －    | 優秀騎手賞                                                           |
| 1977年 | 計   | 43勝   | 420回  | .102  | 優秀騎手賞                                                           |
| 1978年 | 中央 | 68勝   | 472回  | .142  | 優秀騎手賞                                                           |
| 1978年 | 地方 | －     | －     | －    | 優秀騎手賞                                                           |
| 1978年 | 計   | 68勝   | 472回  | .142  | 優秀騎手賞                                                           |
| 1979年 | 中央 | 45勝   | 452回  | .100  | 優秀騎手賞 関西競馬記者クラブ賞                                      |
| 1979年 | 地方 | －     | －     | －    | 優秀騎手賞 関西競馬記者クラブ賞                                      |
| 1979年 | 計   | 45勝   | 452回  | .100  | 優秀騎手賞 関西競馬記者クラブ賞                                      |
| 1980年 | 中央 | 72勝   | 495回  | .145  | 中央競馬全国リーディングジョッキー 中京競馬記者クラブ賞              |
| 1980年 | 地方 | －     | －     | －    | 中央競馬全国リーディングジョッキー 中京競馬記者クラブ賞              |
| 1980年 | 計   | 72勝   | 495回  | .145  | 中央競馬全国リーディングジョッキー 中京競馬記者クラブ賞              |
| 1981年 | 中央 | 83勝   | 558回  | .149  | 優秀騎手賞 騎乗技術賞                                                |
| 1981年 | 地方 | －     | －     | －    | 優秀騎手賞 騎乗技術賞                                                |
| 1981年 | 計   | 83勝   | 558回  | .149  | 優秀騎手賞 騎乗技術賞                                                |
| 1982年 | 中央 | 84勝   | 547回  | .154  | 優秀騎手賞 騎乗技術賞                                                |
| 1982年 | 地方 | －     | －     | －    | 優秀騎手賞 騎乗技術賞                                                |
| 1982年 | 計   | 84勝   | 547回  | .154  | 優秀騎手賞 騎乗技術賞                                                |
| 1983年 | 中央 | 93勝   | 609回  | .153  | 優秀騎手賞（勝利数、勝率）                                           |
| 1983年 | 地方 | －     | －     | －    | 優秀騎手賞（勝利数、勝率）                                           |
| 1983年 | 計   | 93勝   | 609回  | .153  | 優秀騎手賞（勝利数、勝率）                                           |
| 1984年 | 中央 | 61勝   | 451回  | .135  | 優秀騎手賞（勝利数） フェアプレー賞                                  |
| 1984年 | 地方 | －     | －     | －    | 優秀騎手賞（勝利数） フェアプレー賞                                  |
| 1984年 | 計   | 61勝   | 451回  | .135  | 優秀騎手賞（勝利数） フェアプレー賞                                  |
| 1985年 | 中央 | 118勝  | 685回  | .172  | 中央競馬全国リーディングジョッキー 優秀騎手賞（勝利数、勝率）        |
| 1985年 | 地方 | －     | －     | －    | 中央競馬全国リーディングジョッキー 優秀騎手賞（勝利数、勝率）        |
| 1985年 | 計   | 118勝  | 685回  | .172  | 中央競馬全国リーディングジョッキー 優秀騎手賞（勝利数、勝率）        |
| 1986年 | 中央 | 117勝  | 607回  | .193  | 中央競馬全国リーディングジョッキー 最優秀騎手賞 関西競馬記者クラブ賞 |
| 1986年 | 地方 | －     | －     | －    | 中央競馬全国リーディングジョッキー 最優秀騎手賞 関西競馬記者クラブ賞 |
| 1986年 | 計   | 117勝  | 607回  | .193  | 中央競馬全国リーディングジョッキー 最優秀騎手賞 関西競馬記者クラブ賞 |
| 1987年 | 中央 | 86勝   | 529回  | .163  | 優秀騎手賞（勝利数、勝率） フェアプレー賞                            |
| 1987年 | 地方 | －     | －     | －    | 優秀騎手賞（勝利数、勝率） フェアプレー賞                            |
| 1987年 | 計   | 86勝   | 529回  | .163  | 優秀騎手賞（勝利数、勝率） フェアプレー賞                            |
| 1988年 | 中央 | 95勝   | 583回  | .163  | 優秀騎手賞（勝利数、勝率、獲得賞金） 中京競馬記者クラブ賞            |
| 1988年 | 地方 | －     | －     | －    | 優秀騎手賞（勝利数、勝率、獲得賞金） 中京競馬記者クラブ賞            |
| 1988年 | 計   | 95勝   | 583回  | .163  | 優秀騎手賞（勝利数、勝率、獲得賞金） 中京競馬記者クラブ賞            |
| 1989年 | 中央 | 62勝   | 479回  | .129  |                                                                      |
| 1989年 | 地方 | －     | －     | －    |                                                                      |
| 1989年 | 計   | 62勝   | 479回  | .129  |                                                                      |
| 1990年 | 中央 | 86勝   | 502回  | .171  | 優秀騎手賞（勝利数、勝率） フェアプレー賞                            |
| 1990年 | 地方 | －     | －     | －    | 優秀騎手賞（勝利数、勝率） フェアプレー賞                            |
| 1990年 | 計   | 86勝   | 502回  | .171  | 優秀騎手賞（勝利数、勝率） フェアプレー賞                            |
| 1991年 | 中央 | 62勝   | 503回  | .123  | 優秀騎手賞（勝利数、勝率） フェアプレー賞                            |
| 1991年 | 地方 | －     | －     | －    | 優秀騎手賞（勝利数、勝率） フェアプレー賞                            |
| 1991年 | 計   | 62勝   | 503回  | .123  | 優秀騎手賞（勝利数、勝率） フェアプレー賞                            |
| 1992年 | 中央 | 63勝   | 469回  | .134  | 優秀騎手賞（獲得賞金） フェアプレー賞                                |
| 1992年 | 地方 | －     | －     | －    | 優秀騎手賞（獲得賞金） フェアプレー賞                                |
| 1992年 | 計   | 63勝   | 469回  | .134  | 優秀騎手賞（獲得賞金） フェアプレー賞                                |
| 1993年 | 中央 | 78勝   | 575回  | .136  | 優秀騎手賞（勝率、獲得賞金） フェアプレー賞                          |
| 1993年 | 地方 | －     | －     | －    | 優秀騎手賞（勝率、獲得賞金） フェアプレー賞                          |
| 1993年 | 計   | 78勝   | 575回  | .136  | 優秀騎手賞（勝率、獲得賞金） フェアプレー賞                          |
| 1994年 | 中央 | 75勝   | 572回  | .131  | 優秀騎手賞（獲得賞金）                                               |
| 1994年 | 地方 | －     | －     | －    | 優秀騎手賞（獲得賞金）                                               |
| 1994年 | 計   | 75勝   | 572回  | .131  | 優秀騎手賞（獲得賞金）                                               |
| 1995年 | 中央 | 83勝   | 576回  | .144  | フェアプレー賞                                                       |
| 1995年 | 地方 | 0勝    | 1回    | .000  | フェアプレー賞                                                       |
| 1995年 | 計   | 83勝   | 577回  | .144  | フェアプレー賞                                                       |
| 1996年 | 中央 | 68勝   | 491回  | .138  | 優秀騎手賞（勝率）                                                   |
| 1996年 | 地方 | 1勝    | 4回    | .250  | 優秀騎手賞（勝率）                                                   |
| 1996年 | 計   | 69勝   | 495回  | .139  | 優秀騎手賞（勝率）                                                   |
| 1997年 | 中央 | 80勝   | 534回  | .150  | JRA賞特別賞 優秀騎手賞（勝率） 特別模範騎手賞 フェアプレー賞         |
| 1997年 | 地方 | 1勝    | 5回    | .200  | JRA賞特別賞 優秀騎手賞（勝率） 特別模範騎手賞 フェアプレー賞         |
| 1997年 | 計   | 81勝   | 539回  | .150  | JRA賞特別賞 優秀騎手賞（勝率） 特別模範騎手賞 フェアプレー賞         |
| 1998年 | 中央 | 84勝   | 577回  | .146  | 優秀騎手賞（獲得賞金） フェアプレー賞 日本フェアプレー賞             |
| 1998年 | 地方 | 1勝    | 9回    | .111  | 優秀騎手賞（獲得賞金） フェアプレー賞 日本フェアプレー賞             |
| 1998年 | 国外 | 1勝    | 1回    | 1.000 | 優秀騎手賞（獲得賞金） フェアプレー賞 日本フェアプレー賞             |
| 1998年 | 計   | 86勝   | 587回  | .147  | 優秀騎手賞（獲得賞金） フェアプレー賞 日本フェアプレー賞             |
| 1999年 | 中央 | 64勝   | 513回  | .125  |                                                                      |
| 1999年 | 地方 | 3勝    | 17回   | .176  |                                                                      |
| 1999年 | 国外 | －     | －     | －    |                                                                      |
| 1999年 | 計   | 67勝   | 530回  | .126  |                                                                      |
| 2000年 | 中央 | 93勝   | 560回  | .166  | 優秀騎手賞（勝率） フェアプレー賞                                    |
| 2000年 | 地方 | 4勝    | 17回   | .235  | 優秀騎手賞（勝率） フェアプレー賞                                    |
| 2000年 | 国外 | －     | －     | －    | 優秀騎手賞（勝率） フェアプレー賞                                    |
| 2000年 | 計   | 97勝   | 577回  | .168  | 優秀騎手賞（勝率） フェアプレー賞                                    |
| 2001年 | 中央 | 88勝   | 615回  | .143  | フェアプレー賞                                                       |
| 2001年 | 地方 | 1勝    | 8回    | .125  | フェアプレー賞                                                       |
| 2001年 | 国外 | －     | －     | －    | フェアプレー賞                                                       |
| 2001年 | 計   | 89勝   | 623回  | .143  | フェアプレー賞                                                       |
| 2002年 | 中央 | 60勝   | 525回  | .114  | 日本プロスポーツ大賞功労賞                                           |
| 2002年 | 地方 | 1勝    | 6回    | .167  | 日本プロスポーツ大賞功労賞                                           |
| 2002年 | 国外 | －     | －     | －    | 日本プロスポーツ大賞功労賞                                           |
| 2002年 | 計   | 61勝   | 531回  | .115  | 日本プロスポーツ大賞功労賞                                           |
| 2003年 | 中央 | 16勝   | 93回   | .172  |                                                                      |
| 2003年 | 地方 | －     | －     | －    |                                                                      |
| 2003年 | 国外 | －     | －     | －    |                                                                      |
| 2003年 | 計   | 16勝   | 93回   | .172  |                                                                      |

### タイトル
- 最多勝利：3回（1980年、1985年、1986年） ※3回は歴代5位タイ[30]
  - 関西リーディング：4回（1980年、1981年、1985年、1986年） ※4回は歴代5位タイ[31]
- 最多賞金獲得：4回（1981年、1982年、1985年、1986年）
- フェアプレー賞：12回（1984年、1986年、1987年、1990年 - 1993年、1995年、1997年、1998年、2000年、2001年） ※12回は藤田伸二・村本善之・武豊に次ぐ歴代4位タイ
- 関西放送記者クラブ賞（1974年）

## 主な騎乗馬
※括弧内は河内騎乗時の優勝競走。太字は八大・三冠・GI競走。

### 八大競走・三冠競走・GI競走優勝馬
- アグネスレディー（1979年優駿牝馬 1980年京都記念・春、朝日チャレンジカップ）
- ハシハーミット（1979年毎日杯、菊花賞）
- カツラノハイセイコ（1980年目黒記念・秋 1981年マイラーズカップ、天皇賞・春）
- ヒカリデユール（1982年朝日チャレンジカップ、有馬記念）
- ロンググレイス（1983年ローズステークス、エリザベス女王杯）
- ニホンピロウイナー（1982年デイリー杯3歳ステークス 1984年スワンステークス、マイルチャンピオンシップ 1985年マイラーズカップ、京王杯スプリングカップ、安田記念、マイルチャンピオンシップ）
- メジロラモーヌ（1986年報知杯4歳牝馬特別、桜花賞、サンケイスポーツ賞4歳牝馬特別、優駿牝馬、ローズステークス、エリザベス女王杯）
- アラホウトク（1988年桜花賞、サンケイスポーツ賞4歳牝馬特別）
- サッカーボーイ（1988年函館記念、マイルチャンピオンシップ）
- アグネスフローラ（1990年桜花賞）
- ダイイチルビー（1991年京都牝馬特別、京王杯スプリングカップ、安田記念、スプリンターズステークス）
- ニシノフラワー（1992年桜花賞、スプリンターズステークス 1993年マイラーズカップ）
- レガシーワールド（1993年ジャパンカップ）
- メジロブライト（1997年ステイヤーズステークス 1998年阪神大賞典、天皇賞・春 1999年日経新春杯）
- アグネスフライト（2000年京都新聞杯、東京優駿）
- アグネスタキオン（2000年ラジオたんぱ杯3歳ステークス 2001年弥生賞、皐月賞）
- ユートピア（2002年全日本2歳優駿[32]）

### その他重賞競走優勝馬
- ロッコーイチ（1975年小倉大賞典）
- テンザンサクラ（1977年シンザン記念）
- ハシコトブキ（1978年朝日チャレンジカップ、京都記念・秋）
- バンブトンコート（1978年神戸新聞杯）
- メジロイーグル（1978年京都新聞杯）
- パークボーイ（1979年シュンエイ記念）
- ボールドバナア（1979年タマツバキ記念・秋）
- アスコットロイヤル（1980年中京記念）
- ホクトチハル（1980年シュンエイ記念）
- ヒロノワカコマ（1981年シンザン記念）
- ケイキロク（1981年中京記念）
- ロングヒエン（1983年マイラーズカップ）
- ロングハヤブサ（1983年デイリー杯3歳ステークス、阪神3歳ステークス）
- マンノタロ（1984年北九州記念）
- ロングレザー（1984年ローズステークス）
- ニホンピロビッキー（1984年ラジオたんぱ杯3歳牝馬ステークス）
- シャダイソフィア（1985年阪急杯）
- タイムパワー（1985年タマツバキ記念）
- スピードヒーロー（1985年神戸新聞杯、1988年日経新春杯）
- マチカネイシン（1986年小倉大賞典）
- トーアファルコン（1986年京王杯スプリングカップ）
- ラグビーボール（1986年NHK杯、高松宮杯）
- エイシンリゲイン（1986年サファイヤステークス）
- スズカコバン（1986年京都大賞典）
- ダイナチョイス（1987年京都4歳特別）
- セントシーザー（1987年阪急杯）
- ミスターボーイ（1987年セントウルステークス）
- オグリキャップ（1988年ペガサスステークス、毎日杯、ニュージーランドトロフィー4歳ステークス、高松宮杯、毎日王冠）
- サンキンハヤテ（1988年セントウルステークス）
- ヤグラステラ（1988年サファイヤステークス）
- ランドヒリュウ（1989年日経新春杯）
- メジロアルダン（1989年高松宮杯）
- インターボイジャー（1989年札幌3歳ステークス）
- ナイスナイスナイス（1990年京都記念）
- オースミシャダイ（1990年日経賞）
- テイエムリズム（1990年小倉3歳ステークス）
- センリョウヤクシャ（1990年阪急杯）
- ミルフォードスルー（1991年シンザン記念）
- メルシーアトラ（1991年日経新春杯）
- イイデサターン（1991年毎日杯）
- ヤマニングローバル（1992年目黒記念）
- マルブツサンキスト（1993年小倉記念）
- エリザベスローズ（1993年セントウルステークス）
- スターバレリーナ（1993年ローズステークス）
- アグネスパレード（1994年チューリップ賞）
- マチカネアレグロ（1994年アルゼンチン共和国杯）
- トーワウィナー（1995年CBC賞 1996年阪急杯）
- イナズマタカオー（1995年北九州記念）
- テイエムジャンボ（1996年京都金杯、京都記念）
- シャイニンレーサー（1996年マーメイドステークス）
- メイショウアムール（1996年ブリーダーズゴールドカップ[33] 1997年名古屋大賞典[34] 1998年ブリーダーズゴールドカップ[35]）
- ヒシナタリー（1996年阪神牝馬特別）
- オレンジピール（1997年チューリップ賞、サンケイスポーツ賞4歳牝馬特別）
- マサラッキ（1997年函館スプリントステークス 1998年阪急杯）
- ゲイリーイーグル（1997年小倉記念）
- ミッドナイトベット（1998年香港国際カップ[13] 1999年金鯱賞）
- ユーセイトップラン（1998年ダイヤモンドステークス）
- スギノキューティー（1998年フラワーカップ）
- ランフォザドリーム（1998年マーメイドステークス、朝日チャレンジカップ）
- ヒカリサーメット（1999年京都金杯）
- エガオヲミセテ（1999年マイラーズカップ）
- ビッグバイキング（1999年京都4歳特別）
- サイキョウサンデー（1999年中日スポーツ賞4歳ステークス）
- ヒシピナクル（1999年ローズステークス）
- トシザミカ（2000年スパーキングレディーカップ[36] 2001年サマーチャンピオン[37]）
- アグネスゴールド（2001年きさらぎ賞、スプリングステークス）
- イブキガバメント（2001年朝日チャレンジカップ 2002年鳴尾記念）
- ツルマルボーイ（2002年中京記念）
- トシザブイ（2002年目黒記念）
- ダブルハピネス（2002年武蔵野ステークス）
- ザッツザプレンティ（2002年ラジオNIKKEI杯2歳ステークス）

## 調教師成績
1. 出典：日本中央競馬会公式サイト・調教師名鑑「河内洋」

|                    | 日付          | 競馬場・開催   | 競走名                | 馬名               | 頭数 | 人気 | 着順 |
| ------------------ | ------------- | -------------- | --------------------- | ------------------ | ---- | ---- | ---- |
| 初出走             | 2005年3月12日 | 1回阪神5日3R   | 3歳未勝利             | ミッドナイトトーク | 16頭 | 1    | 2着  |
| 初勝利             | 2005年4月10日 | 2回阪神6日2R   | 3歳未勝利             | ミッドナイトトーク | 16頭 | 1    | 1着  |
| 重賞・GI初出走     | 2006年5月21日 | 3回東京2日11R  | 優駿牝馬              | ヤマニンファビュル | 18頭 | 16   | 17着 |
| 重賞初勝利         | 2008年8月10日 | 2回新潟8日11R  | 関屋記念              | マルカシェンク     | 12頭 | 1    | 1着  |
| GI級初勝利         | 2023年11月3日 | 12回大井6日9R  | JBCレディスクラシック | アイコンテーラー   | 12頭 | 1    | 1着  |
| 最終勝利           | 2025年3月2日  | 1回小倉12日11R | 関門橋ステークス      | アスクドゥポルテ   | 13頭 | 8    | 1着  |
| 最終出走・最終重賞 | 2025年3月2日  | 1回阪神2日11R  | チューリップ賞        | ウォーターガーベラ | 14頭 | 7    | 2着  |

## 主な管理馬
※括弧内は当該馬の優勝重賞競走、太字はGI級競走。
- マルカシェンク（2008年関屋記念）
- ヤマニンキングリー（2008年中日新聞杯、2009年札幌記念、2011年シリウスステークス）
- プラチナムバレット （2017年京都新聞杯）
- サンライズソア （2018年名古屋大賞典、平安ステークス）
- アイコンテーラー（2023年JBCレディスクラシック）
- ウォーターリヒト（2025年東京新聞杯）

出典: